# Anders Nicolai Tornensis

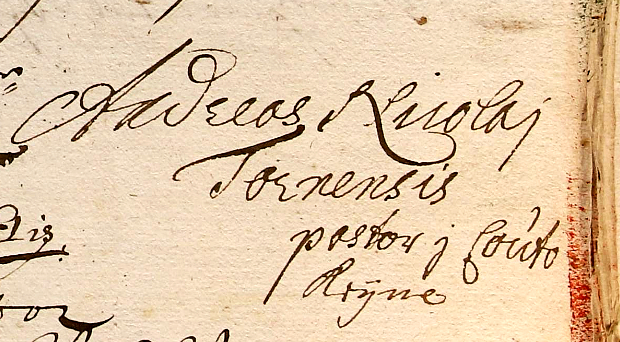
Andreas Nicolai Tornensis egenhändiga namnteckning och prästställning 1688 (källa: Västerbottens läns länsräkenskaper 1688, länsräkenskaper 1631-1820 Västerbottens län, Riksarkivet, s. 409).

Anders Nicolai Tornensis (även skrivet Andreas Nicolai Tornensis, också känd som Anders Tornberg), född omkring 1625 (enligt vissa uppgifter 1630), död 1705, var en svensk präst. Han var son till Nicolaus Nicolai Ulopolitanus.
Anders Nicolai antog namnet Tornensis (latinisering av "från Torneå"), och var den förste bäraren av detta ännu existerande efternamn. 

## Biografi
Tornensis inskrevs som student vid Uppsala universitet 1645 (1651?) och prästvigdes 1650 (1655?) (Härnösands stifts herdaminne angiver olika årtal i två olika artiklar om Tornensis). 1655 blev han brukspredikant i Kengis. Under sin ämbetstid där dömdes han 1661 till 40 riksdaler i böter för att ha förrättat en olaga vigsel.
Han efterträdde 1677 sin far som kyrkoherde i Övertorneå. Endast tre år senare förklarades han dock på grund av tjänstefel denna tjänst och sitt prästämbete förlustig. Han togs så småningom till nåder, återfick prästvärdigheten och efterträdde 1682 sin yngre bror Johan Nilsson (Johannes Nicolai) Tornberg som kyrkoherde i Kautokeino församling, belägen i nuvarande norska Finnmark fylke men fram till 1751 hörande under det svenska Härnösands stift. Denna församling hörde till det dåvarande Sveriges yttersta utposter och domkapitlet beklagade sig 1695 över att "der ingen kyrckia ähr, uthan predikas och administreras sacramenterna i ett gammalt pörte". Senare under Tornensis ämbetstid uppfördes dock 1701 Kautokeino kyrka, den första kyrkan på denna ort, delvis finansierad med personliga bidrag från Karl XI. Den invigdes 1703, och då Tornensis två år senare avled begravdes han söder om kyrkans altare. Han efterträddes som kyrkoherde av sin brorson Johan J. Tornberg.
I Antti Keksis kväde om islossningen år 1677 nämns "prästen" och "prästgården". Kyrkoherde i Övertorneå församling var vid denna tid Anders Tornensis.